# Sudoku-Zauberwürfel

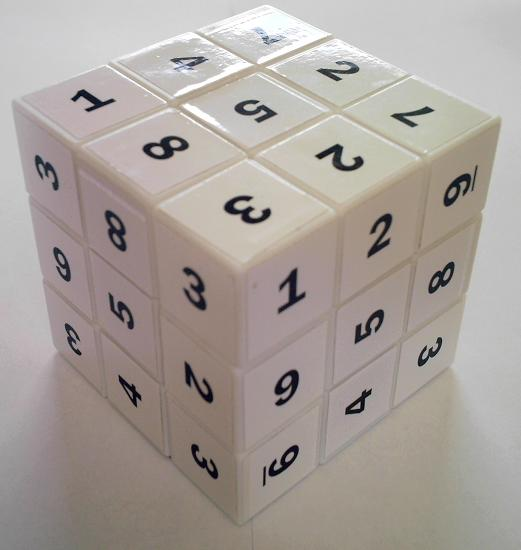
Ein verdrehter Sudoku-Zauberwürfel

Der Sudoku-Zauberwürfel ist eine Kombination aus dem seit den 1980er Jahren bekannten Zauberwürfel (auch Rubik’s Cube genannt) und einem Sudoku-Rätsel.

## Funktion
Die sechs Seiten des Würfels bestehen dabei nicht einfach aus verschiedenfarbigen Feldern, sondern zeigen, ähnlich wie bei einem Sudoku, in jeweils neun Teilquadraten die Ziffern von 1 bis 9. Ansonsten funktioniert der Sudoku-Zauberwürfel genauso wie der herkömmliche Zauberwürfel. Die besondere Schwierigkeit besteht darin, dass man nicht – wie bei den Farben – auf Anhieb sieht, welche Felder zusammengehören. Es ist deshalb nicht leicht, beim Drehen und Verstellen des Würfels den Überblick zu behalten. Eine weitere Schwierigkeit ergibt sich dadurch, dass durch die Ziffern die Orientierung der Mittelstücke erkennbar ist, was beim Lösen eine zusätzliche Komplikation darstellt, die man beim herkömmlichen Zauberwürfel nicht bedenken muss.

## Geschichte
Entwickelt wurde der Würfel von dem US-Amerikaner Jay Horowitz 2006. Er präsentierte den Würfel auf der New Yorker International Toy Fair.